# Streptocarpus campanulatus
Streptocarpus campanulatus är en tvåhjärtbladig växtart som beskrevs av Brian Laurence Burtt. Streptocarpus campanulatus ingår i släktet Streptocarpus och familjen Gesneriaceae. Inga underarter finns listade i Catalogue of Life.